# 흥분성 아미노산 수용체 작용제
흥분성 아미노산 수용체 작용제는 글루타메이트 수용체를 직접 사용하며 이로 인하여 글루타메이터에 속하는 화학 물질 중에 하나이다.

## 같이 보기
- 글루타메이터
- 화학 물질